# Акарнанија
Акарнанија (грч. Ακαρνανία) је област у средишњем дијелу данашње западне Грчке смјештена дуж обале Јонског мора, западно од Етолије, од које је дијели ријека Ахелој, те сјеверно од Калидонског залива који представља улаз у Коринтски залив. Данас представља западни дио округа Етолија-Акарнанија. Главни град у античко доба је био Стратос. Сјеверна страна Акарнаније од Коринтског залива смтрана је дијелом Епира.
Оснивање Акарнаније се у грчкој митологији традиционално приписује Акарнану, сину Алкмеоновом.